# Eugenio Chang Rodríguez
Eugenio Chang Rodríguez fue un destacado diplomático, lingüista y crítico literario.
Nació en Paiján el 15 de noviembre de 1924 y falleció el 4 de agosto del 2019. Fue peruano.
Fue fundador de la Academia Norteamericana de la Lengua Española. Fue académico de número de la Academia Peruana de la Lengua 
Realizó sus estudios en el Colegio Nacional San Juan de Trujillo donde inició su admiración por las novelas de Ciro Alegría. 
Realizó sus estudios de pregrado en la Universidad Nacional Mayor de San Marcos obteniendo el grado de bachiller en Humanidades (1946) y luego estudió una maestría con especialidad en historia y ciencias políticas en la Universidad de Arizona (1950). 
Realizó un doctorado en Lenguas y Literaturas Románicas en la Universidad de Washington, fue profesor emérito del programa doctoral de la Universidad de la Ciudad de Nueva York (CUNY) y fue codirector del Seminario Latinoamericano de la Universidad de Columbia. 
Fue Ministro Consejero de la Embajada del Perú en Washington D. C. (1987-1988) 

## Libros
Diásporas chinas a las Américas (2015)
What Should Be Known About the Catalan Language (1951)
La literatura política de González Prada, Mariátegui y Haya de la Torre (1957) 
Diccionario crítico etimológico de la lengua castellana (1954–1957)
Breve diccionario etimológico de la lengua castellana (1961)
Estudis de toponímia catalana (1965-1970)
Lleures i converses d’un filòleg (1971)
Tópica hespérica. Estudio sobre los antiguos dialectos, el substrato y la toponimia romances (1972)
Entre dos llenguatges (1976–1977)
Diccionari Etimològic i Complementari de la Llengua Catalana (1980–2001)
Onomasticon Cataloniæ (1989–1997)
Breve diccionario etimológico de la lengua castellana (1990)
Diccionario crítico etimológico castellano e hispánico. 
Obra completa (con colaboración de José A. Pascual, 1991–1997).
Víctor Raúl Haya de la Torre: bellas artes, historia e ideología (2018) 

## Premios y Distinciones
Medalla de Honor del Congreso del Perú (1987)
Orden al Mérito del Gobierno peruano (1987)
Huésped distinguido de México, Puebla, Lima, San Germán y Arequipa.
Doctorado Honoris Causa de la Universidad Ricardo Palma (2014), de la Universidad Antenor Orrego (2013), de la Universidad Nacional Mayor de San Marcos (2012), de la Universidad de Atenas (Grecia, 2008), de la Universidad Nacional de Educación Enrique Guzmán y Valle (2004) y de la Universidad Nacional Federico Villarreal (1979).
Órden al Mérito del Servicio Diplomático José Gregorio Paz Soldán, en el grado de Comendador (Póstumo)